# Kópaskers flygplats
Kópaskers flygplats är en flygplats i republiken Island.  Den ligger i regionen Norðurland eystra, i den norra delen av landet, 300 km nordost om huvudstaden Reykjavik. Kópaskers flygplats ligger 20 meter över havet. Den ligger vid sjön Baðstofutjörn.